# Mesa Camp
Mesa Camp è una comunità non incorporata nella Contea di Mono in California. Si trova a 7.5 miglia (12 km) est sudest di Toms Place a un'altezza di 5761 piedi, pari a 1756 m.